# 久事大厦

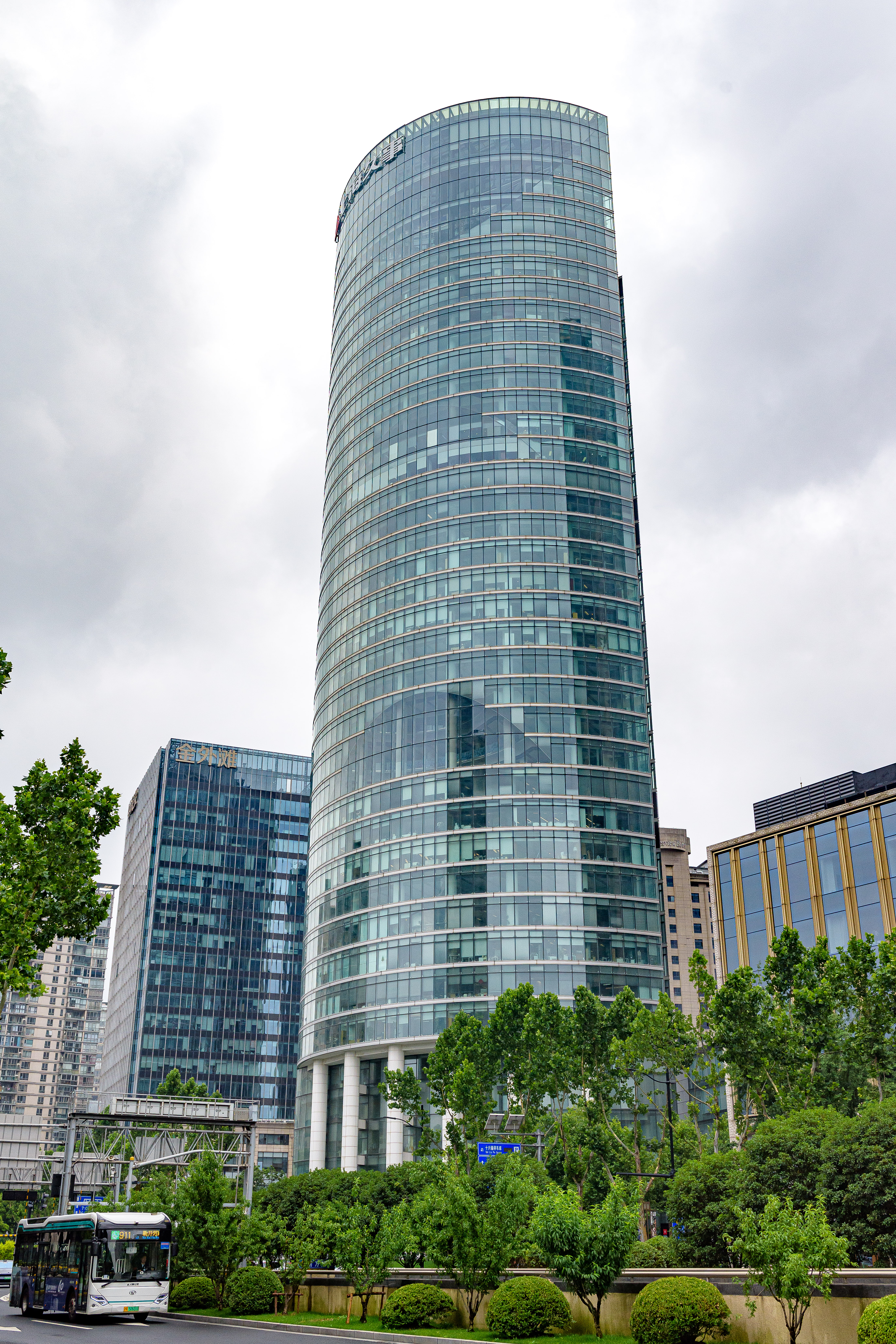
久事大厦

上海久事大厦是位于中華人民共和國上海市黃浦區黄浦江畔外滩南端中山东二路与东门路交叉处（门牌中山南路28号）的一個寫字樓，它高168米，建筑总面积为6.1万平方米，地上40层，地下3层，为钢筋混凝土结构。上海久事大厦由久事大厦公司投资开发。久事大厦由福斯特建築事務所设计，大林組进行结构设计，华东建筑设计院浦东分院進行施工图設計。上海久事大厦于1995年8月28日开始打桩，1997年12月28日结构封顶，2001年3月31日主楼竣工。